# Scott Parker
Scott Matthew Parker (Lambeth, Inglaterra, 13 de octubre de 1980) es un exfutbolista y entrenador inglés. Actualmente dirige al Burnley de la Premier League

## Inicios
Parker nació en Lambeth, Gran Londres, y asistió al Haberdashers' Aske's Hatcham College en New Cross. Cuando tenía 13 años, apareció en un conocido anuncio en inglés de McDonald's, en el que jugaba keepie uppie, durante la campaña de la Copa Mundial de la FIFA 1994. Parker se graduó de la ahora desaparecida Escuela Nacional de Excelencia de La Asociación de Fútbol en Lilleshall.

## Carrera como jugador

### Charlton Athletic
Después de graduarse de Lilleshall, Parker fichó por el Charlton Athletic como aprendiz e hizo su debut en el primer equipo como suplente contra el Bury en la First Division el 23 de agosto de 1997, un partido que terminó 0-0. Firmó su primer contrato profesional con el club dos meses después. Durante los dos años siguientes, solo hizo algunas apariciones esporádicas como suplente del Charlton, aunque era una de las perspectivas más brillantes del fútbol inglés. En octubre de 2000, Charlton, entonces en la Premier League, prestó a Parker al club de Primera División Norwich City durante dos meses para darle rodaje al internacional sub-21 de Inglaterra en el primer equipo. En Norwich marcó una vez contra el Sheffield Wednesday. A su regreso a The Valley, Parker fue inmediatamente llamado al primer equipo para reemplazar al capitán lesionado Mark Kinsella. Parker jugó tan bien en el Charlton que, al regresar de una lesión, Kinsella no pudo recuperar su lugar en el once inicial. Parker pronto se convirtió en el eje del mediocampo de Charlton, combinando una entrada tenaz con la habilidad de llevar el balón rápidamente de la defensa al ataque y jugar pases contundentes, creando muchas oportunidades para sus compañeros de equipo.

### Chelsea
Parker, a quien se había vinculado constantemente con alejamientos de Charlton durante varios años, finalmente dejó el club el 30 de enero de 2004 para unirse al Chelsea con un contrato de cuatro años y medio por una tarifa de £10 millones. Alan Curbishley, el entrenador del Charlton, criticó su actitud tras la noticia del interés del Chelsea, acusándolo de mal comportamiento y diciendo que "... su conducta en los entrenamientos no ha sido la que debería haber sido". Parker fue contratado inicialmente como tapadera de Claude Makélélé y Frank Lampard, pero no tuvo demasiadas oportunidades de jugar en su posición preferida. Marcó su único gol con el Chelsea en la victoria por 2-0 contra el Portsmouth en Fratton Park el 11 de febrero.
Tras los fichajes de verano de Arjen Robben y Tiago Mendes, las oportunidades de Parker en el primer equipo fueron limitadas durante la temporada 2004-05. Aunque le resultaba difícil encontrar oportunidades en el primer equipo en el Chelsea, fue un titular habitual en los partidos de la Copa de la Liga, competición en la que disputó tres victorias consecutivas contra West Ham, Newcastle y Fulham. Sus problemas se agravaron cuando se rompió un hueso metatarsiano en un partido contra su antiguo club, el Norwich City. Debido a esta lesión, Parker se perdió los dos partidos de la semifinal de la Copa de la Liga contra el Manchester United y la final contra el Liverpool, aunque participó en las celebraciones.

### Newcastle United
Parker fue vendido el verano siguiente y se mudó al Newcastle United en julio de 2005 por una tarifa de £6,5 millones. Se convirtió en un habitual en el primer equipo de Newcastle y fue uno de los pocos jugadores en el club que mostró consistencia durante una temporada a menudo difícil en la que Newcastle terminó en el séptimo lugar, a pesar de tener un comienzo muy pobre con Graeme Souness. Más tarde ese mes le diagnosticaron fiebre glandular, poniendo fin a su temporada. El momento fue especialmente desafortunado para Parker, que había estado jugando bien para el Newcastle, ya que terminó con cualquier esperanza que pudiera haber tenido de abrirse camino en la Copa Mundial de la FIFA 2006.
En julio de 2006, fue nombrado nuevo capitán del Newcastle United por el técnico Glenn Roeder, sucediendo al retirado Alan Shearer. A pesar de la mala forma de Newcastle, sus actuaciones le valieron un llamado al equipo de Inglaterra después de una ausencia de más de dos años. Lideró al Newcastle en su camino hacia la victoria en la Copa Intertoto de la UEFA y recibió la placa de la Copa Intertoto en marzo de 2007 antes del empate de ida de la Copa de la UEFA con el AZ.

### West Ham United

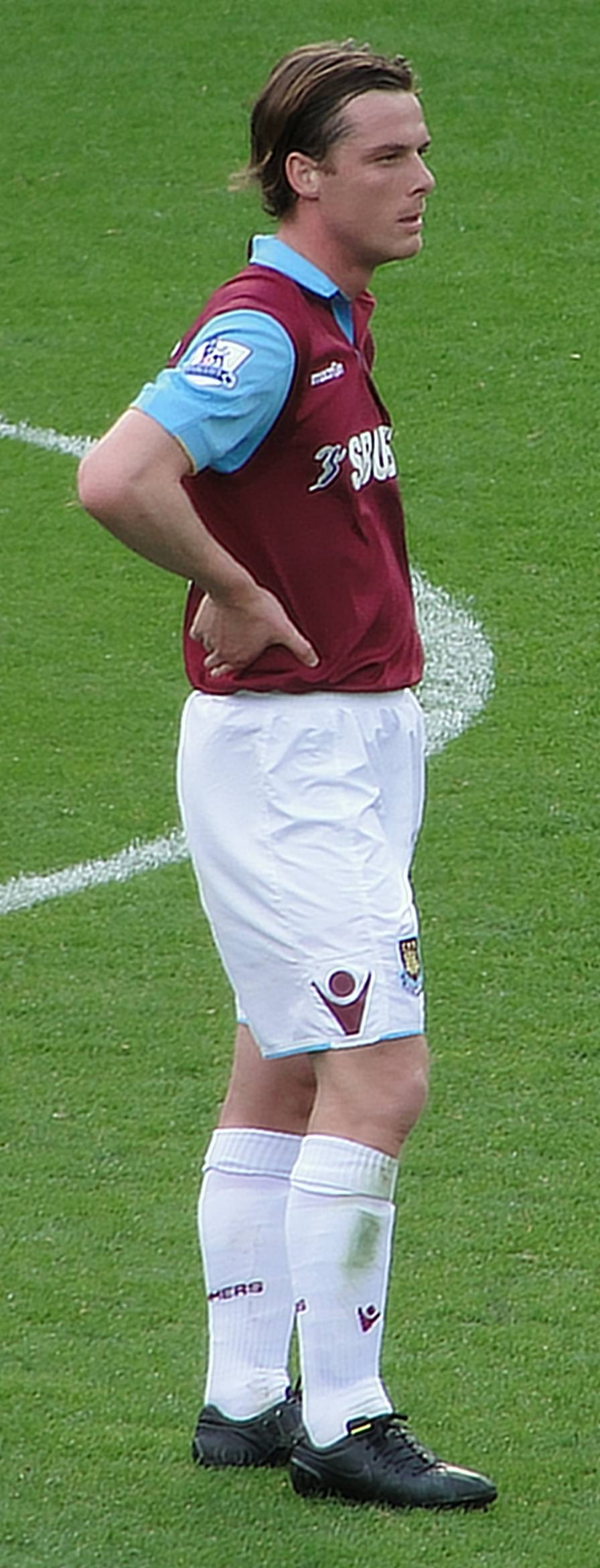
Parker jugando para el West Ham United en 2011

En junio de 2007, el West Ham United fichó a Scott Parker por una tarifa de £ 7 millones. Su debut completo en la Premier League se produjo el 29 de septiembre de 2007 en la derrota en casa por 1-0 ante el Arsenal, un partido en el que Parker sufrió otra lesión y fue sustituido por Hayden Mullins en el entretiempo.
En 2008-09, Parker jugó un papel importante en la temporada del West Ham y el 24 de mayo de 2009 fue votado como el Hammer del Año por los seguidores del club y se convirtió en el primer jugador desde Julian Dicks en 1997 en retener el premio después de ganar nuevamente el 4 de mayo de 2010. Volvió a ser uno de los jugadores clave del West Ham en 2009-10, anotando el gol de la victoria en una victoria vital por 3-2 contra el Wigan Athletic, lo que aseguró otra temporada de fútbol de la Premier League para el club de Londres.
En julio de 2010, el presidente del West Ham, David Sullivan, declaró que Parker no estaba a la venta a otro club a ningún precio. Esto se produjo después de una oferta de Tottenham Hotspur y también del interés público de Aston Villa. En septiembre de 2010, Parker firmó un nuevo contrato de cinco años con el West Ham, que también lo convirtió en el jugador mejor pagado en la historia del club. Era ampliamente considerado como uno de los centrocampistas ingleses más consistentes de los últimos años. Hubo llamadas de los seguidores de Inglaterra y de Avram Grant para que el mediocampista fuera incluido en el equipo de Inglaterra y participara regularmente.
El 12 de febrero, Carlton Cole elogió la charla de ánimo "inspiradora" de Scott Parker en el medio tiempo después de que, estando 3-0 abajo, West Ham obtuvo un empate 3-3 contra West Bromwich Albion. Se citó a Cole diciendo sobre la charla "Si hubieras estado allí, se te habría caído una lágrima". Después de sus actuaciones para West Ham a pesar de su descenso, y su retiro de Inglaterra, Parker fue colocado en la lista de seis finalistas para el prestigioso premio PFA Players' Player of the Year. Se perdió el premio de la PFA, pero fue nombrado Futbolista del Año de la FWA.
En medio de la especulación de que el Tottenham Hotspur ficharía al jugador, Parker entregó al copropietario del West Ham, David Gold, una solicitud de transferencia escrita a mano, diciendo: "He tenido cuatro años fantásticos en el West Ham United y nunca olvidaré todo el apoyo que he recibido del aficionados y todos los relacionados con el club".

### Tottenham Hotspur
El 31 de agosto de 2011, Tottenham y West Ham anunciaron la transferencia de Parker a los Spurs, y se cree que la tarifa será de £5,5 millones. Con Scott Parker jugando para el Tottenham Hotspur, significaba que era el único jugador que representaba a clubes del norte, este, sur y oeste de Londres en la Premier League. El inglés terminó su primera temporada en Tottenham y fue nombrado Jugador del año para la temporada 2011-12. Parker se lesionó en un encuentro internacional antes del comienzo de 2012-13 y no hizo su primera aparición de la temporada hasta el 16 de diciembre como suplente en el minuto 90.

### Fulham
El 19 de agosto de 2013, Parker firmó un contrato de tres años con el Fulham, por una tarifa no revelada. El 23 de noviembre de 2013, Parker fue nombrado capitán del partido contra Swansea City en ausencia de Brede Hangeland, y anotó su primer gol para ellos en la derrota por 2-1. Fulham descendería al final de la temporada. Parker se retiró como jugador en junio de 2017.

## Carrera internacional

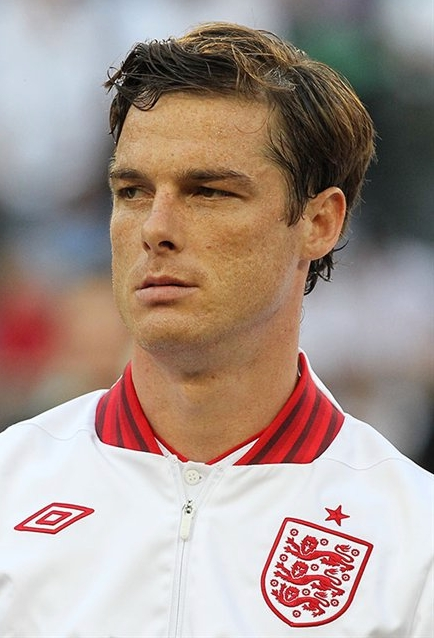
Parker en la Eurocopa 2012.

El debut internacional de Parker con la selección absoluta de Inglaterra se produjo el 16 de noviembre de 2003 cuando entró en el minuto 66 como suplente reemplazando a Wayne Rooney en una derrota por 3-2 contra Dinamarca. Su buena forma le valió un lugar en la alineación inicial para la clasificación a la Eurocopa fuera de casa ante Croacia el 11 de octubre de 2006. En una formación 3-5-2, Parker estaba restringido a retroceder y cubrir debido a los jugadores atacantes en el equipo como Frank Lampard y Steven Gerrard. El entrenador de Inglaterra Steve McClaren le dijo específicamente a Parker que persiguiera a los extremos y ayudara a los dos laterales, Gary Neville y Ashley Cole. Inglaterra perdió 2-0 y Parker no volvería a jugar con Inglaterra durante cuatro años y medio.
El 11 de mayo de 2010, se reveló que Parker estaba entre la lista preliminar de 30 jugadores del entrenador Fabio Capello para la Copa Mundial de la FIFA 2010. Sin embargo, no fue incluido en la convocatoria final de 23 futbolistas.
Parker entró como suplente en la segunda mitad de Frank Lampard en un amistoso contra Dinamarca el 9 de febrero de 2011 para convertirse en el primer jugador en recibir sus primeros cuatro partidos internacionales completos mientras jugaba para cuatro equipos. El 26 de marzo de ese año, jugó en el Millennium Stadium contra Gales en la clasificatorias para la Eurocopa 2012 y fue reconocido como uno de los mejores jugadores de Inglaterra en la victoria, actuando como mediocampista de contención en la formación 4-3-3 recientemente adoptada por Capello.
El 12 de noviembre de 2011, Parker fue nombrado mejor jugador del partido en un amistoso contra los ganadores de la Eurocopa 2008 y la Copa Mundial de la FIFA 2010 España en la victoria por 1-0. Parker capitaneó a Inglaterra el 29 de febrero de 2012 en su derrota por 2-3 ante Holanda en Wembley. Tras el nombramiento de Roy Hodgson como entrenador de Inglaterra, Parker fue seleccionado como parte del equipo preliminar de la Eurocopa 2012 de Inglaterra y se mantuvo en el equipo final de 23 hombres. Fue titular en los cuatro partidos de Inglaterra, ayudando al equipo a encabezar su grupo con victorias contra Suecia y Ucrania y un empate con Francia antes de que Italia los eliminara en los cuartos de final.
Su último partido internacional llegó en marzo de 2013, en un partido de clasificación para la Copa Mundial de la FIFA 2014 contra San Marino, entrando como suplente de Frank Lampard.

### Participaciones en Eurocopas
| Eurocopa      | Sede              | Resultado        |
| ------------- | ----------------- | ---------------- |
| Eurocopa 2012 | Polonia / Ucrania | Cuartos de final |

## Carrera como entrenador

### Fulham
Poco después de su retiro del juego, Parker regresó al Tottenham Hotspur, entrenando a su equipo sub-18, además de ser anunciado como embajador del club. En julio de 2018, Parker dejó Tottenham para regresar al Fulham, que acababa de obtener el ascenso a la Premier League, sirviendo como entrenador del primer equipo, vinculándose con el ex entrenador Slaviša Jokanović. Se mantuvo en su puesto de entrenador después de que Claudio Ranieri fuera contratado para reemplazar a Jokanović despedido en noviembre.
Ranieri fue despedido el 28 de febrero de 2019, después de que el Fulham no lograra ninguna mejora y quedara inmerso en una batalla por el descenso. Luego, Parker fue nombrado entrenador interino ese mismo día cuando el club ocupaba el decimonoveno lugar en la tabla de la Premier League. El club fue relegado al Championship después de una decepcionante campaña de regreso a la liga, su descenso se confirmó después de una paliza de 4-1 por parte del Watford, con cinco juegos restantes.
Después de que surgiera la especulación sobre quién reemplazaría a Ranieri de forma permanente después del descenso, el presidente Shahid Khan nombró a Parker como entrenador de forma permanente con un contrato de dos años. Parker pudo retener a la mayoría de sus jugadores, a pesar del descenso, con el delantero estrella Aleksandar Mitrović firmando un nuevo contrato durante el verano. Durante su primera temporada a cargo, la pandemia de COVID-19 provocó la suspensión de todo el deporte inglés desde marzo hasta junio de 2020; Fulham finalmente terminó la temporada en el cuarto lugar, perdiéndose la promoción automática por dos puntos, clasificándose así para los play-offs de promoción. Después de derrotar al Cardiff City a dos partidos en los semifinales, vencieron al Brentford en el final de los play-off para lograr el ascenso de regreso a la Premier League.
Sin embargo, el regreso del Fulham a la Premier League comenzó con serios problemas: perdieron sus primeros cuatro encuentros y no pudieron ganar hasta noviembre, cuando vencieron al West Bromwich Albion por 2-0 en Craven Cottage. Según los informes, hacia el final de la temporada 2020-21, Parker se convirtió en un contendiente sorpresa para la vacante de gerente de Tottenham Hotspur, después de que José Mourinho fuera despedido, pero permaneció en el club. El equipo de Parker descendió al Championship una vez más en mayo de 2021 después de sufrir una derrota ante el Burnley, que estaba por encima de ellos en la tabla de la Premier League. Después del descenso, Parker dijo que Fulham debe intentar romper el ciclo de descenso y ascenso y establecerse en la máxima categoría. El 28 de junio, el club anunció que Parker se había marchado de común acuerdo.

### Bournemouth
El mismo día en que finalizó su salida del Fulham, Parker fue nombrado entrenador del Bournemouth, reemplazando a Jonathan Woodgate en un contrato de tres años. Después de guiar al club a 13 puntos de 15 posibles, Parker recibió el Premio al Entrenador del Mes de la liga para septiembre de 2021. Parker volvió a ganar el premio en octubre después de llevar al Bournemouth a cinco victorias en cinco partidos, concediendo solo un gol en el proceso. Parker guio al club de regreso a la Premier League después de dos años fuera en su primera temporada como entrenador. El equipo terminó como subcampeón de Fulham sellando el segundo lugar el 3 de mayo, con un juego restante en la temporada, con una victoria por 1-0 contra el cuarto clasificado Nottingham Forest.
El Bournemouth ganó su primer partido en la máxima categoría, derrotando al Aston Villa por 2-0 en casa el 6 de agosto. Después de esa victoria, el equipo perdió sus siguientes tres juegos por un marcador global de 16-0, perdiendo 4-0 ante el Manchester City, 3-0 ante el Arsenal, antes una derrota por 9-0 ante el Liverpool el 27 de agosto, un récord conjunto del mayor margen de goles en la historia de la Premier League. Después del partido del Liverpool, Parker expresó su frustración con la política de transferencia del club y afirmó que actualmente no estaban "equipados" para la Premier League. El 30 de agosto, tres días después del partido del Liverpool, el Bournemouth anunció que se había separado de Parker.

### Club Brujas
El 31 de diciembre de 2022, Parker fue nombrado entrenador de los campeones belgas Club Brujas, sucediendo a Carl Hoefkens en un equipo en cuarto lugar y 12 puntos del líder. Su primer partido el 8 de enero de 2023 fue una derrota por 3-1 ante los líderes Genk en la Pro League. Parker heredó un equipo que había llegado a los octavos de final de la Liga de Campeones de la UEFA, donde su equipo perdió 7-1 en el global ante el Benfica. El 8 de marzo de 2023, el día después de la derrota por 5-1 en el partido de vuelta en el Estádio da Luz, y habiendo ganado dos veces en 12 partidos en total para caer a 21 puntos del liderato, fue despedido.

### Burnley
El 5 de julio de 2024, fue confirmado como entrenador del Burnley y firmó un contrato por tres temporadas. El 21 de abril de 2025, devolvió al club a la Premier League con dos jornadas de anticipación luego de una victoria por 2-1 ante el Sheffield United.

## Clubes

### Como jugador
| Club              | País       | Año       |
| ----------------- | ---------- | --------- |
| Charlton Athletic | Inglaterra | 1997-2000 |
| Norwich City      | Inglaterra | 2000      |
| Charlton Athletic | Inglaterra | 2000-2004 |
| Chelsea           | Inglaterra | 2004-2005 |
| Newcastle United  | Inglaterra | 2005-2007 |
| West Ham United   | Inglaterra | 2007-2011 |
| Tottenham Hotspur | Inglaterra | 2011-2013 |
| Fulham            | Inglaterra | 2013-2017 |

### Como entrenador
| Club        | País       | Año           |
| ----------- | ---------- | ------------- |
| Fulham      | Inglaterra | 2019-2021     |
| Bournemouth | Inglaterra | 2021-2022     |
| Club Brujas | Bélgica    | 2022-2023     |
| Burnley     | Inglaterra | 2024-presente |

## Estadísticas

### Como jugador
Actualizado al 28 de junio de 2017
| Club                         | Div                 | Liga  | Liga  | Copas nacionales | Copas nacionales | Copas liga | Copas liga | Torneos internacionales | Torneos internacionales | Total | Total |
| Club                         | Div                 | Part. | Goles | Part.            | Goles            | Part.      | Goles      | Part.                   | Goles                   | Part. | Goles |
| ---------------------------- | ------------------- | ----- | ----- | ---------------- | ---------------- | ---------- | ---------- | ----------------------- | ----------------------- | ----- | ----- |
| Charlton Athletic Inglaterra | 1997–98             | 3     | 0     | 1                | 0                | 0          | 0          | —                       | —                       | 4     | 0     |
| Charlton Athletic Inglaterra | 1998–99             | 4     | 0     | 1                | 0                | 1          | 0          | —                       | —                       | 6     | 0     |
| Charlton Athletic Inglaterra | 1999–2000           | 15    | 1     | 1                | 0                | 2          | 0          | —                       | —                       | 18    | 1     |
| Charlton Athletic Inglaterra | 2000–01             | 20    | 1     | 3                | 0                | 2          | 0          | —                       | —                       | 25    | 1     |
| Norwich City Inglaterra      | 2000–01             | 6     | 1     | —                | —                | —          | —          | —                       | —                       | 6     | 1     |
| Charlton Athletic Inglaterra | 2001–02             | 38    | 1     | 0                | 0                | 3          | 0          | —                       | —                       | 41    | 1     |
| Charlton Athletic Inglaterra | 2002–03             | 28    | 4     | 1                | 0                | 0          | 0          | —                       | —                       | 29    | 4     |
| Charlton Athletic Inglaterra | 2003–04             | 20    | 2     | 0                | 0                | 2          | 1          | —                       | —                       | 22    | 3     |
| Charlton Athletic Inglaterra | Total               | 128   | 9     | 7                | 0                | 10         | 1          | —                       | —                       | 145   | 10    |
| Chelsea Inglaterra           | 2003–04             | 11    | 1     | 1                | 0                | 0          | 0          | 5                       | 0                       | 17    | 1     |
| Chelsea Inglaterra           | 2004–05             | 4     | 0     | 0                | 0                | 3          | 0          | 4                       | 0                       | 11    | 0     |
| Chelsea Inglaterra           | Total               | 15    | 1     | 1                | 0                | 3          | 0          | 9                       | 0                       | 28    | 1     |
| Newcastle United Inglaterra  | 2005–06             | 26    | 1     | 3                | 1                | 2          | 0          | 1                       | 0                       | 32    | 2     |
| Newcastle United Inglaterra  | 2006–07             | 29    | 3     | 0                | 0                | 2          | 1          | 10                      | 0                       | 41    | 4     |
| Newcastle United Inglaterra  | Total               | 55    | 4     | 3                | 1                | 4          | 1          | 111                     | 0                       | 73    | 6     |
| West Ham United Inglaterra   | 2007–08             | 18    | 1     | 0                | 0                | 2          | 0          | —                       | —                       | 20    | 1     |
| West Ham United Inglaterra   | 2008–09             | 28    | 1     | 3                | 0                | 1          | 0          | —                       | —                       | 32    | 1     |
| West Ham United Inglaterra   | 2009–10             | 31    | 2     | 0                | 0                | 2          | 0          | —                       | —                       | 33    | 2     |
| West Ham United Inglaterra   | 2010–11             | 32    | 5     | 3                | 0                | 5          | 2          | —                       | —                       | 40    | 7     |
| West Ham United Inglaterra   | 2011–12             | 4     | 1     | 0                | 0                | 0          | 0          | —                       | —                       | 4     | 1     |
| West Ham United Inglaterra   | Total               | 113   | 10    | 6                | 0                | 10         | 2          | —                       | —                       | 129   | 12    |
| Tottenham Hotspur Inglaterra | 2011-12             | 29    | 0     | 5                | 0                | 0          | 0          | 0                       | 0                       | 34    | 0     |
| Tottenham Hotspur Inglaterra | 2012-13             | 21    | 0     | 2                | 0                | 0          | 0          | 6                       | 0                       | 29    | 0     |
| Tottenham Hotspur Inglaterra | Total               | 50    | 0     | 7                | 0                | 0          | 0          | 6                       | 0                       | 63    | 0     |
| Fulham Inglaterra            | 2013–14             | 29    | 2     | 1                | 0                | 2          | 0          | —                       | —                       | 32    | 2     |
| Fulham Inglaterra            | 2014–15             | 37    | 3     | 2                | 0                | 2          | 0          | —                       | —                       | 41    | 3     |
| Fulham Inglaterra            | 2015–16             | 24    | 1     | 0                | 0                | 0          | 0          | —                       | —                       | 24    | 1     |
| Fulham Inglaterra            | 2016–17             | 9     | 0     | 1                | 0                | 1          | 0          | 0                       | 0                       | 31    | 0     |
| Fulham Inglaterra            | Total               | 119   | 6     | 4                | 0                | 5          | 0          | 0                       | 0                       | 128   | 6     |
| Total de su carrera          | Total de su carrera | 486   | 31    | 28               | 1                | 32         | 4          | 23                      | 0                       | 572   | 36    |

### Como entrenador
| Equipo                 | Div.                | Temporada           | Liga  | Liga | Liga | Liga | Liga |       | Copa | Copa | Copa | Copa  |   | Internacional | Internacional | Internacional | Internacional | Internacional |   | Otros | Otros | Otros | Otros |    | Totales     | Totales | Totales | Totales | Totales | Totales | Totales | Totales |
| Equipo                 | Div.                | Temporada           | Part. | G    | E    | P    | Pos. | Part. | G    | E    | P    | Part. | G | E             | P             | Pos.          | Part.         | G             | E | P     | Part. | G     | E     | P  | Rendimiento | GF      | GC      | Dif.    |         |         |         |         |
| ---------------------- | ------------------- | ------------------- | ----- | ---- | ---- | ---- | ---- | ----- | ---- | ---- | ---- | ----- | - | ------------- | ------------- | ------------- | ------------- | ------------- | - | ----- | ----- | ----- | ----- | -- | ----------- | ------- | ------- | ------- | ------- | ------- | ------- | ------- |
| Fulham Inglaterra      | 1.ª                 | 2018-19             | 10    | 3    | 0    | 7    | 19.º | -     | -    | -    | -    | -     | - | -             | -             | -             | -             | -             | - | -     | 10    | 3     | 0     | 7  | 30%         | 8       | 18      | -10     |         |         |         |         |
| Fulham Inglaterra      | 2.ª                 | 2019-20             | 46    | 23   | 12   | 11   | 4.º  | 3     | 1    | 0    | 2    | -     | - | -             | -             | -             | 3             | 2             | 0 | 1     | 52    | 26    | 12    | 14 | 57.69%      | 71      | 57      | +14     |         |         |         |         |
| Fulham Inglaterra      | 1.ª                 | 2020-21             | 38    | 5    | 13   | 20   | 18.º | 5     | 3    | 0    | 2    | -     | - | -             | -             | -             | -             | -             | - | -     | 43    | 8     | 13    | 22 | 31%         | 32      | 59      | -27     |         |         |         |         |
| Fulham Inglaterra      | Total               | Total               | 94    | 31   | 25   | 38   | -    | 8     | 4    | 0    | 4    | -     | - | -             | -             | -             | 3             | 2             | 0 | 1     | 105   | 37    | 25    | 43 | 43.18%      | 111     | 134     | -23     |         |         |         |         |
| Bournemouth Inglaterra | 2.ª                 | 2021-22             | 46    | 25   | 13   | 8    | 2.º  | 4     | 2    | 0    | 2    | -     | - | -             | -             | -             | -             | -             | - | -     | 50    | 27    | 13    | 10 | 62.67%      | 82      | 47      | +35     |         |         |         |         |
| Bournemouth Inglaterra | 1.ª                 | 2022-23             | 4     | 1    | 0    | 3    | Inc. | 1     | 0    | 1    | 0    | -     | - | -             | -             | -             | -             | -             | - | -     | 5     | 1     | 1     | 3  | 26.67%      | 4       | 18      | -14     |         |         |         |         |
| Bournemouth Inglaterra | Total               | Total               | 50    | 26   | 13   | 11   | -    | 5     | 2    | 1    | 2    | -     | - | -             | -             | -             | -             | -             | - | -     | 55    | 28    | 14    | 13 | 59.39%      | 86      | 65      | +21     |         |         |         |         |
| Club Brujas · Bélgica  | 1.ª                 | 2022-23             | 10    | 2    | 6    | 2    | Inc. | -     | -    | -    | -    | 2     | 0 | 0             | 2             | 1/8           | -             | -             | - | -     | 12    | 2     | 6     | 4  | 33.34%      | 13      | 23      | -10     |         |         |         |         |
| Club Brujas · Bélgica  | Total               | Total               | 10    | 2    | 6    | 2    | -    | -     | -    | -    | -    | 2     | 0 | 0             | 2             | -             | -             | -             | - | -     | 12    | 2     | 6     | 4  | 33.34%      | 13      | 23      | -10     |         |         |         |         |
| Burnley Inglaterra     | 2.ª                 | 2024-25             | 46    | 28   | 16   | 2    | 2.º  | 4     | 2    | 0    | 2    | -     | - | -             | -             | -             | -             | -             | - | -     | 50    | 30    | 16    | 4  | 70.67%      | 73      | 22      | +51     |         |         |         |         |
| Burnley Inglaterra     | 1.ª                 | 2025-26             | 1     | 0    | 0    | 1    | -    | 0     | 0    | 0    | 0    | -     | - | -             | -             | -             | -             | -             | - | -     | 1     | 0     | 0     | 1  | 0%          | 0       | 3       | -3      |         |         |         |         |
| Burnley Inglaterra     | Total               | Total               | 47    | 28   | 16   | 3    | -    | 4     | 2    | 0    | 2    | -     | - | -             | -             | -             | -             | -             | - | -     | 51    | 30    | 16    | 5  | 69.28%      | 73      | 25      | +48     |         |         |         |         |
| Total en su carrera    | Total en su carrera | Total en su carrera | 201   | 87   | 60   | 54   | -    | 17    | 8    | 1    | 8    | 2     | 0 | 0             | 2             | -             | 3             | 2             | 0 | 1     | 223   | 97    | 61    | 65 | 52.62%      | 283     | 247     | +36     |         |         |         |         |
| 1. 2. 3.               |                     |                     |       |      |      |      |      |       |      |      |      |       |   |               |               |               |               |               |   |       |       |       |       |    |             |         |         |         |         |         |         |         |

#### Resumen por competiciones
| Competición                  | Partidos | Ganados | Empatados | Perdidos | %      | Resultado        |
| ---------------------------- | -------- | ------- | --------- | -------- | ------ | ---------------- |
| EFL Championship             | 141      | 78      | 41        | 22       | 65.01% | Subcampeón       |
| Premier League               | 53       | 9       | 13        | 31       | 25.16% | 18.º lugar       |
| FA Cup                       | 9        | 5       | 0         | 4        | 55.56% | Cuarta ronda     |
| EFL Cup                      | 8        | 3       | 1         | 4        | 41.67% | Cuarta ronda     |
| Primera División de Bélgica  | 10       | 2       | 6         | 2        | 40%    | 4.º lugar        |
| Liga de Campeones de la UEFA | 2        | 0       | 0         | 2        | 0%     | Octavos de final |
| Total                        | 223      | 97      | 61        | 65       | 52.62% | Sin Títulos      |